# Daredevil (fumetto)
Daredevil è la principale testata statunitense dedicata al personaggio dei fumetti di Devil (Daredevil), celebre supereroe cieco, pubblicato negli Stati Uniti d'America dalla Marvel Comics e ideato da Stan Lee e Bill Everett. Esordì nell'aprile 1964 e, come altre collane della Marvel, è suddivisa in più serie (o "volume" nella terminologia statunitense). La seconda serie della testata ha vinto nel 2003 il premio Will Eisner Comic Industry Awards come migliore serie continuativa.
Sebbene nel corso degli anni a Daredevil abbiano lavorato, tra gli altri, importanti fumettisti come Everett, Jack Kirby, Wally Wood, John Romita Sr., Gene Colan e Joe Quesada, fu l'influente ciclo di storie rivolto ad un pubblico più adulto scritte e disegnate da Frank Miller all'inizio degli anni ottanta, a ridefinire il personaggio cementandolo quale popolare personaggio del Marvel Universe.

## Storia editoriale
La prima serie dedicata al personaggio, Daredevil (vol. 1), esordì nell'aprile 1964 e si concluse nell'ottobre 1998 con il n. 380. 
Venne sostituita poi dalla seconda serie omonima, Daredevil (vol. 2), che inizialmente fece parte della linea Marvel Knights con un apprezzato ciclo di storie intitolato Guardian Devil, opera di Joe Quesada (disegni) e Kevin Smith (testi) e proseguita fino al n. 119 del 2009. Significativa di questo volume la gestione di Brian M. Bendis e Alex Maleev (n. 26-81): i due portarono allo scoperto la vera identità dell'eroe, trascinandolo in una lunga saga nella quale egli cerca di negare l'evidenza e al contempo di combattere la Mano, il Gufo e Kingpin. A questa è succeduta quella scritta da Ed Brubaker (n. 81-119).
Concluso il secondo volume, il primo serie ripartì con il n. 500, traguardo raggiunto sommando gli albi di entrambe le serie. Dopo dodici numeri nel settembre 2011 partì il terzo volume durato 36 numeri, seguito dal quarto volume che rilanciò il personaggio all'interno dell'iniziativa editoriale denominata All New Marvel NOW! e pubblicata per 18 numeri. Entrambi i volumi furono scritti da Mark Waid.
Nel 2016 all'interno della linea All New All Different Marvel iniziò il quinto volume che si concluse a dicembre 2017 a causa della ripresa della numerazione complessiva con il n. 595 che proseguì fino al n. 612. Lo sceneggiatore di questa gestione è stato Charles Soule. Nel 2019 iniziò il sesto volume nell'ambito dell'iniziativa Fresh Start che si concluse nel  2021 mentre tra il 2022 e il 2023 venne pubblicato il settimo volume. Entrambi sono stati scritti da Chip Zdarsky.
Sulla scia del finale della gestione di Zdarsky, nel settembre 2023 iniziò l'ottavo volume che vide come sceneggiatore Saladin Ahmed.
Come da consolidata tradizione la serie ha avuto i suoi classici supplementi estivi (annual), sulle cui pagine si sono avvicendati alcune delle firme più prestigiose della storia Marvel, come Stan Lee, Gene Colan, John Romita Sr., Wally Wood, Chris Claremont e molti altri. Questi numeri speciali sono usciti senza una periodicità definita, il primo infatti è del 1967, mentre il secondo è del 1971 e l'ultimo è del 1994. Da notare che formalmente non esiste un n. 5, a causa di un errore di numerazione il n. 5 per un refuso uscì come n. 4 indicato in copertina.

## Edizioni italiane
In Italia il personaggio esordì con la testata "Incredibile Devil" dell'Editoriale Corno nel 1970, una settimana dopo l'esordio della omologa testata dedicata all'Uomo Ragno. Con il n. 105 la testata cambia titolo diventando Devil-Ghost-Iron Man e si conclude con il n. 126. Dopo il fallimento dell'Editoriale Corno il personaggio venne ripres nel 1988 dalla Star Comics che ne pubblicò inizialmente le storie all'interno della serie dedicata ai Fantastici Quattro per poi passare sulla nuova testata della Marvel Italia "Devil & Hulk" esordita nel 1994 che termina nel 2011 con il n. 177 dividendosi in due collane distinte delle quali quella dedicata al personaggio prende il nome di "Devil e i Cavalieri Marvel" che ha pubblicato la terza, la quarta e la quinta serie del personaggio.
Cronologia
Editoriale Corno
- "L'incredibile Devil" dal n. 1 del 6 maggio 1970 al n. 126 del 6 marzo 1975; durante questo periodo si sono accompagnati diversi comprimari con Devil come Iron Man e Silver Surfer; dal n. 105 del 16 maggio 1974 il titolo dell'albo diventa "Devil, Ghost e Iron Man";
- Con la chiusura della serie il personaggio venne ospitato sulle pagine dell'Uomo Ragno:
  - L'Uomo Ragno (prima serie) nel n. 130 del 24 aprile 1975, dal n. 162 del 15 luglio 1976 al n. 169 del 1976, dal n. 186 del 16 giugno 1977 al n. 189 del 28 luglio 1977, dal n. 201 del 12 gennaio 1978 al n. 208 del 1978, dal n. 211 del 31 maggio 1978 al n. 216 del 7 agosto 1978, dal n. 218 del 4 settembre 1978 al n. 223 del 1978, dal n. 226 del 1978 al n. 240 del 1979, nel n. 245 del 1979, dal n. 252 del 1979 al n. 253 del 1980, dal n. 258 del 1980 al n. 261 del 2 maggio 1980, dal n. 263 del 1980 al n. 267 del 25 luglio 1980 e dal n. 272 del 1980 al n. 280 del 1981.

- - L'Uomo Ragno (seconda serie) dal n. 32 del 1983 al n. 34 del 1983, dal n. 37 del 1983 al n. 38 del 1983, dal n. 41 del 1983 al n. 42 del 1983 e dal n. 44 del 1983 al n. 50 del 1983.
- "Devil Gigante": ristampa cronologica mensile dal n. 1 dell'aprile 1977 al n. 40 del luglio 1980
- "Raccolta Devil Gigante" (3 ristampe di Devil gigante per ogni albo) dal n. 1 del 1980 al n. 3 del 1980
- "Super Devil" (ristampa di Devil gigante, ma con copertine diverse) dal n. 1 del 1983 al n. 2 del 1983

Star Comics
- Fantastici Quattro dal n. 1 dell'ottobre 1988 al n. 55 del 30 ottobre 1991, nel n. 57 del 30 novembre 1991, dal n. 59 del 30 dicembre 1991 al n. n. 60 del 15 gennaio 1992, dal n. 64 del 15 marzo 1992 al n. 65 del 30 marzo 1992, nel n. 67 del 30 aprile 1992, dal n. 70 del 15 giugno 1992 al n. 80 del 15 novembre 1992, dal n. 83 del 30 dicembre 1992 al n. 86 del 15 febbraio 1993, dal n. 88 del 15 marzo 1993 al n. 93 del 30 maggio 1993, dal n. 95 del 30 giugno 1993 al n. 101 del 30 settembre 1993, dal n. 104 del 15 novembre 1993 al n. 114 del 15 aprile 1994
- Speciale Devil, Amore e Guerra, n. 2 dell'ottobre 1991 (supplemento a Starmagazine n. 13)
- Devil classic (ristampa cronologica mensile) dal n. 1 del febbraio 1993 al n. 12 del gennaio 1994

Dell'editore Comic Art:
- Capolavori dei comics, n. 2 dell'aprile 1992 (Devil di Stan Lee e Wally Wood, raccoglie Daredevil numeri 1-11)

Dell'editore Marvel Italia/Panini Comics:
- Devil & Hulk, dal n. 0 dell'aprile 1994 la casa editrice Marvel Italia, in seguito divenuta divisione editoriale della Panini Comics, ha dedicato a Devil una collana condivisa con Hulk. Nel corso degli anni l'albo ha cambiato foliazione, periodicità (mensile o bimestrale), titolo (dal n. 62 del giugno 1999 al n. 90 del maggio 2003 si è intitolato Devil, l'uomo senza paura) e numerazione (sempre dal n. 62 al n. 90, vi era anche una doppia numerazione dal n. 1 al n. 29); dal n. 91 del giugno 2003 la numerazione torna ad essere unica per adeguarsi alle iniziative intraprese dalla casa madre.
- Devil e i Cavalieri Marvel, dal febbraio 2012 Panini Comics ha dedicato al personaggio una collana mensile, con rilegatura spillata e una foliazione di 72 pagine, condivisa con l'edizione italiana delle serie del Punitore e di Ghost Rider. Da giugno 2019, con l'avvento del rilancio Fresh Start, lo spillato passa a 24 pagine, poiché contiene soltanto la testata principale di Daredevil.